# Feidippides

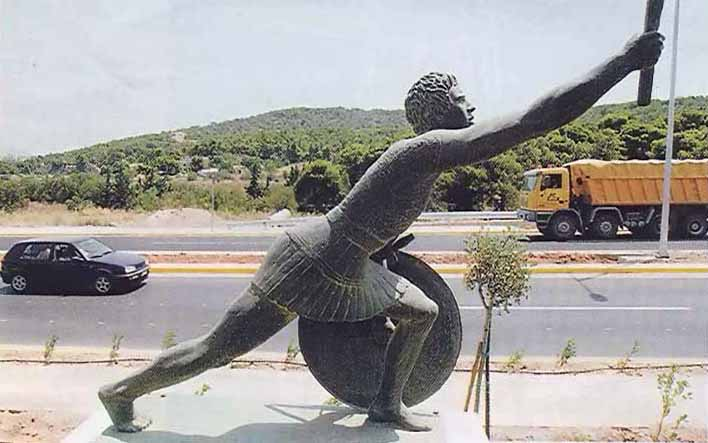
Staty av Feidippides i Marathon.

Feidippides (Filippides), död 12 september 490 f.Kr., Atensk snabblöpare som enligt en sentida myt skulle ha sprungit från staden Marathon på östra delen av halvön Attika till Aten med budskapet att de grekiska styrkorna under ledning av Miltiades d.y. hade segrat i Slaget vid Marathon år 490 f.Kr.. Enligt myten skulle Feidippides ha dött på grund av den långa spurten, varför innan han skulle ha uttalat orden Cherete nikomen ("Var hälsade, vi har segrat"). Emellertid var det Feidippides som fick uppdraget att så snabbt som möjligt springa från Aten till Sparta (en sträcka på c:a 200 km) för att be om förstärkning, före det viktiga slaget. Spartanerna skickade trupper, men de kom inte till Marathon förrän slaget var över och perserna slagna.